# 群馬県道・埼玉県道14号伊勢崎深谷線
群馬県道・埼玉県道14号伊勢崎深谷線（ぐんまけんどう・さいたまけんどう14ごう いせさきふかやせん）は、群馬県伊勢崎市と埼玉県深谷市とを結ぶ、県道（主要地方道）である。

## 概要
伊勢崎市中心部の群馬県道2号前橋館林線本町四丁目交差点から、太田市世良田交差点を経て、深谷市中心部の国道17号深谷警察署入口交差点へと至る。
埼玉県側では通称「境県道」と呼ばれている。

### 路線データ
- 起点：群馬県伊勢崎市本町四丁目（群馬県道2号前橋館林線・群馬県道68号桐生伊勢崎線交点）
- 終点：埼玉県深谷市深谷町（国道17号交点、深谷警察署入口交差点）

## 歴史
- 時期不明　埼玉県が県道6号伊勢崎深谷線として認定
- 1993年（平成5年）5月11日：建設省から、県道伊勢崎深谷線が伊勢崎深谷線として主要地方道に指定される[1]。
- 2012年（平成24年）4月1日：起点が本町三丁目交差点から本町四丁目交差点に変更、起点から八坂町交差点（伊勢崎市八坂町）までの区間の経路が変更[2]

## 路線状況

### 重複区間
- 国道462号（伊勢崎市今泉町二丁目・市役所東交差点 - 伊勢崎市今泉町一丁目・今泉町一丁目交差点）
- 群馬県道142号綿貫篠塚線（伊勢崎市境萩原・境萩原三叉路 - 太田市世良田町・世良田交差点）

### 道路施設
- 上武大橋（利根川、群馬県伊勢崎市境平塚 - 埼玉県深谷市中瀬）
- 共栄橋（小山川、埼玉県深谷市大塚 - 同市起会）

## 地理

### 通過する自治体
- 群馬県
  - 伊勢崎市
  - 太田市
- 埼玉県
  - 深谷市

### 交差する道路
- 群馬県

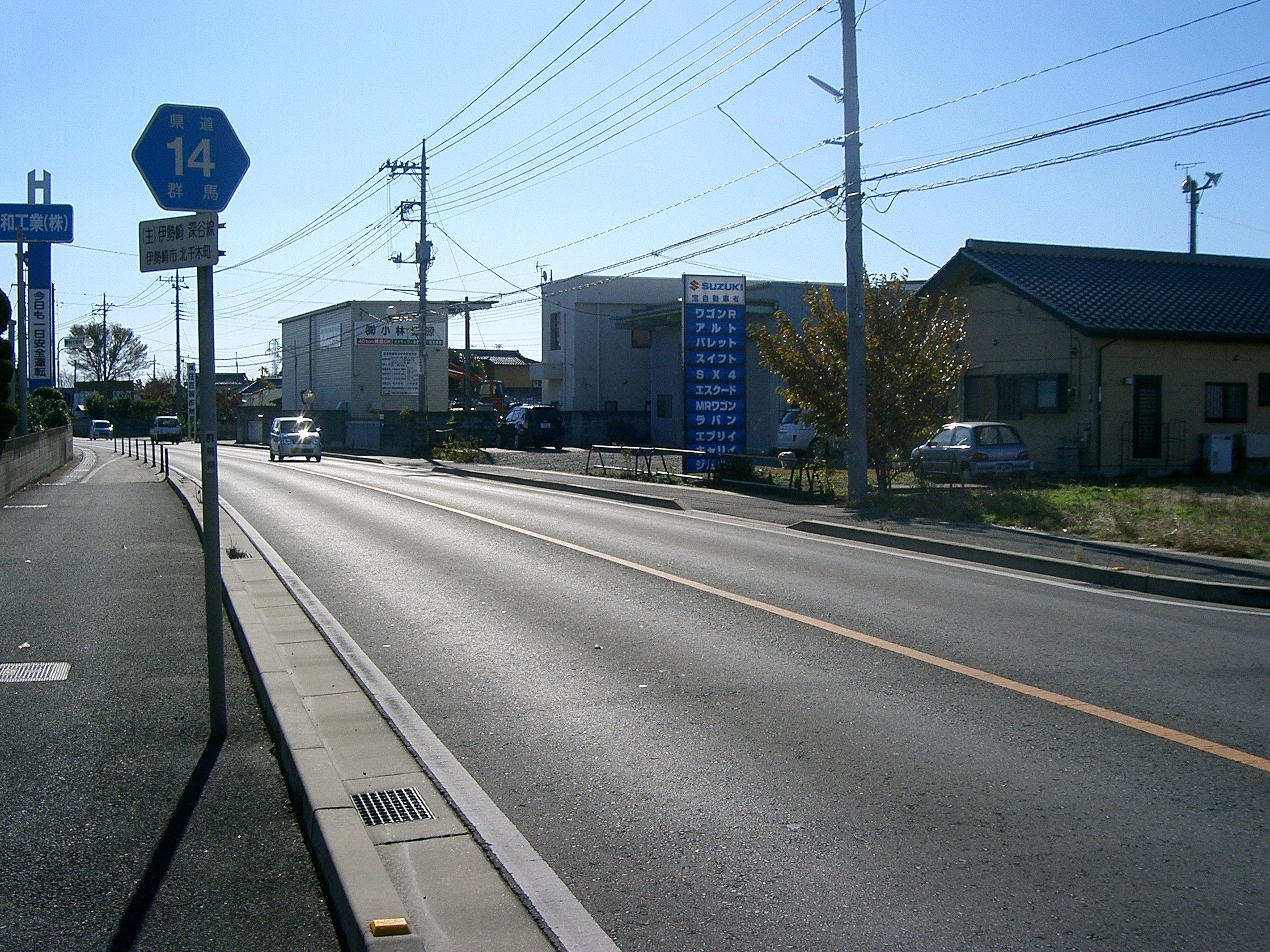
群馬県伊勢崎市北千木町にて南東を望む

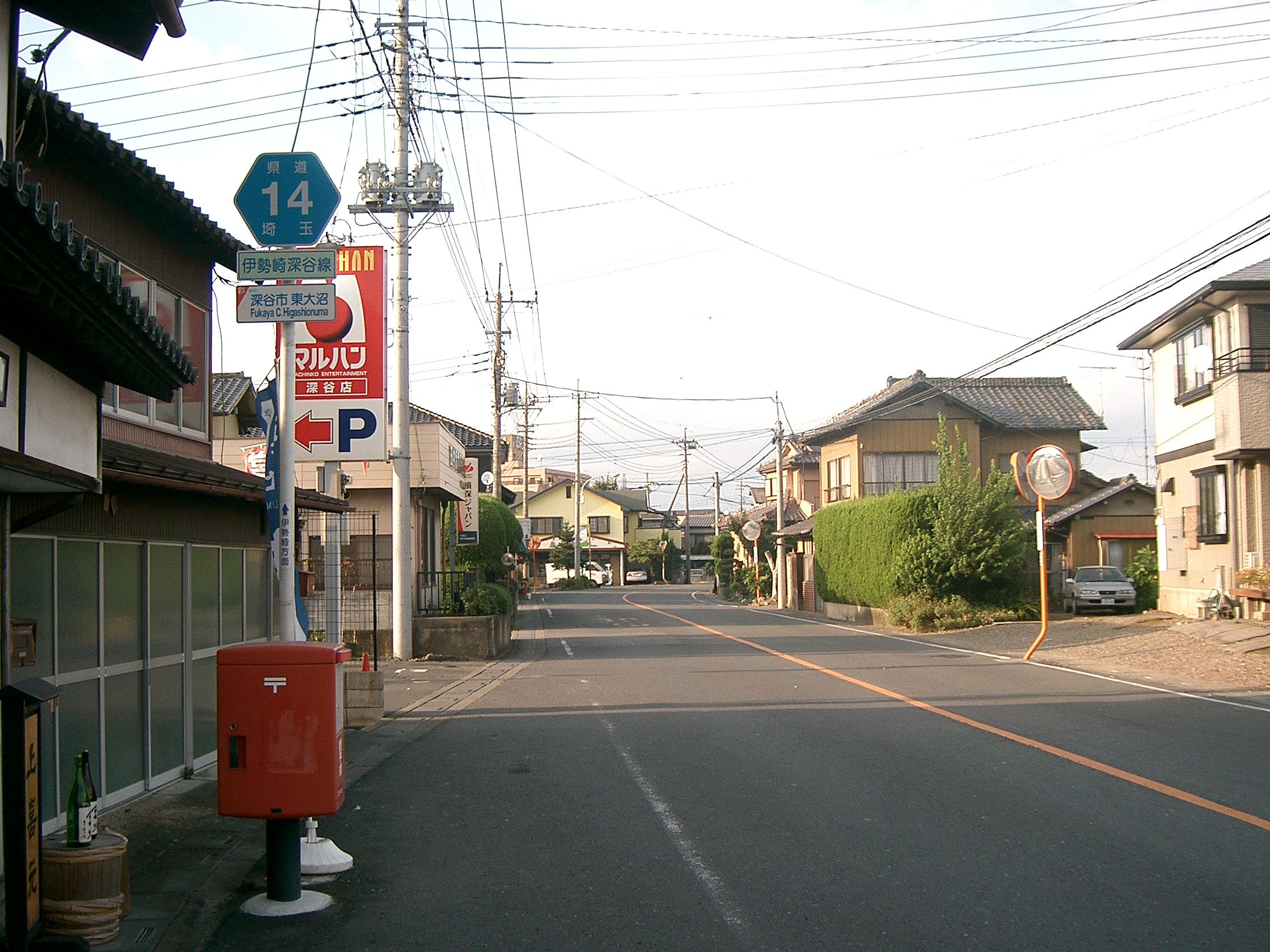
終点付近、埼玉県深谷市東大沼にて北を望む

  - 群馬県道2号前橋館林線・群馬県道68号桐生伊勢崎線（伊勢崎市本町四丁目、起点）
  - 群馬県道300号新伊勢崎停車場線（伊勢崎市中央町）
  - 国道462号・群馬県道18号伊勢崎本庄線（群馬県道24号高崎伊勢崎線・群馬県道74号伊勢崎大胡線 重複）（伊勢崎市今泉町二丁目・市役所東交差点）
  - 国道462号・群馬県道295号境島村今泉線（伊勢崎市今泉町一丁目・今泉町一丁目交差点）
  - 群馬県道292号伊勢崎新田上江田線（伊勢崎市北千木町）
  - 群馬県道293号香林羽黒線（伊勢崎市北千木町）
  - 群馬県道291号境木島大間々線（伊勢崎市境木島・境木島三差路）
  - 国道354号（東毛広域幹線道路）（伊勢崎市境木島・境木島交差点）
  - 群馬県道142号綿貫篠塚線（伊勢崎市境萩原・境萩原三叉路）
  - 群馬県道297号平塚境停車場線（伊勢崎市境・境町駅入口交差点）
  - 群馬県道312号太田境東線（伊勢崎市境栄・境栄交差点）
  - 群馬県道297号平塚境停車場線（伊勢崎市境栄・稲荷神社前交差点）
  - 群馬県道69号大間々世良田線・群馬県道142号綿貫篠塚線（太田市世良田町・世良田交差点）
  - 群馬県道297号平塚境停車場線・群馬県道298号平塚亀岡線（伊勢崎市境平塚・境平塚交差点）
- 埼玉県
  - 埼玉県道258号中瀬牧西線（深谷市中瀬）
  - 埼玉県道356号成塚中瀬線（深谷市中瀬）
  - 埼玉県道355号中瀬普済寺線（深谷市中瀬）
  - 埼玉県道45号本庄妻沼線（深谷市大塚・大塚交差点）
  - 国道17号深谷バイパス（深谷市大寄・大寄交差点）
  - 国道17号（深谷市深谷町・深谷警察署入口交差点）

### 沿線にある施設など
群馬県内
- 世良田郵便局
- 太田市立世良田小学校
- 新田荘歴史資料館

埼玉県内
- 渋沢栄一記念館
- 深谷市消防本部深谷消防署豊里分署
- 深谷警察署
- 深谷市立深谷中学校